# 999-я гвардейская авиационная база
999-я гвардейская авиационная база — тактическое соединение Воздушно-космических сил Российской Федерации.
C января 2017 года авиабаза входит в состав сформированной Объединённой российской военной базы (орвб) на территории Кыргызстана, в состав которой вошли также 338-й узел связи ВМФ в Чалдоваре, 954-я испытательная база противолодочного вооружения в городе Каракол и автономный сейсмический пункт в Майлуу-Суу. ОРВБ структурно входит в состав 14-й армии военно-воздушных сил и противовоздушной обороны Центрального военного округа.
В состав 999-й авиабазы входит подразделение военной полиции и военной автоинспекции.

## История
В сентябре 2003 года Россия заключила договор на 15 лет с Кыргызстаном о размещении в Канте авиационного подразделения в рамках Коллективных сил быстрого развертывания Организации Договора о коллективной безопасности. Согласно договору плата с России не взималась.
Официальное открытие авиабазы состоялось 23 октября 2003 года. Этот день считается днём образования воинской части.
В 2009 году президенты Кыргызстана и России Курманбек Бакиев и Дмитрий Медведев подписали меморандум по дальнейшему развитию и совершенствованию двусторонней договорно-правовой базы, регулирующей пребывание российских воинских формирований на территории КР и размещение дополнительного российского воинского контингента. Новое соглашение планировали подписать осенью 2009 года, но оформить эти намерения в юридические документы так и не удалось из-за пробуксовок со стороны Бишкека, а в апреле 2010 в Кыргызстане произошла революция.
В конце 2015 года на территории базы построен гарнизонный православный храм памяти святого благоверного князя Александра Невского. Весной 2016 года начались работы по росписи храма. Роспись храма уже завершена.
2 июля 2024 года Указом президента Российской Федерации авиабазе присвоено почётное наименование «гвардейская» за массовый героизм и отвагу, стойкость и мужество проявленные личным составом авиабазы в боевых действиях по защите Отечества и государственных интересов в условиях вооружённых конфликтов.

999-я авиационная база
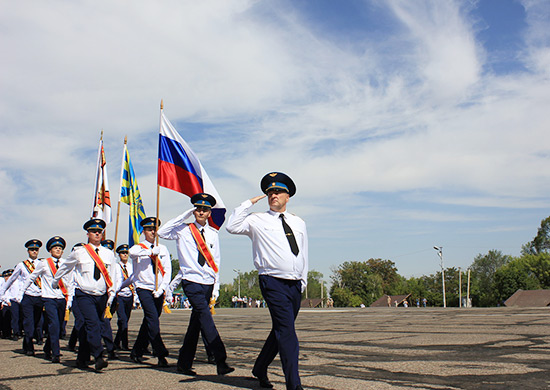
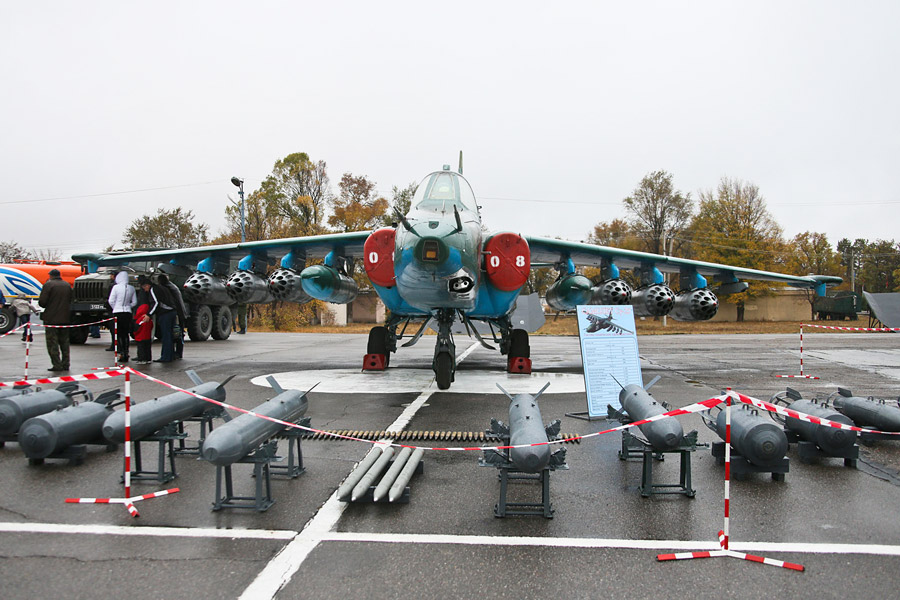
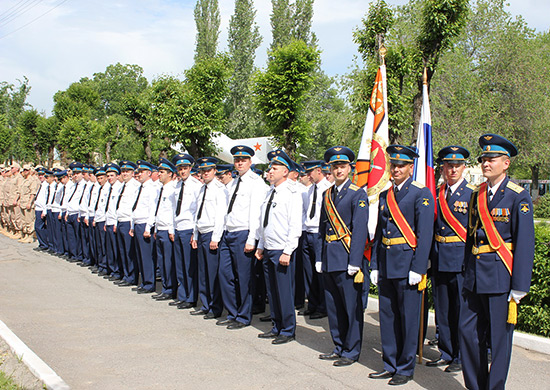

## Состав
В состав военной базы также входят подразделения военной полиции и военной автоинспекции.
На авиабазе проходят службу 500 российских офицеров и прапорщиков, военнослужащих по контракту.

## Задачи
999-я гвардейская авиационная база является авиационным компонентом Коллективных сил быстрого развёртывания (КСБР) Центрально-Азиатского региона Организации Договора о коллективной безопасности (ОДКБ). Основные задачи военной базы: контроль воздушного пространства над Средней Азией, авиационная поддержка подразделений наземного компонента КСБР Центрально-Азиатского региона ОДКБ, а также обеспечение безопасности воздушных границ Республики Кыргызстан.

## Вооружение
На вооружении авиабазы находятся штурмовики Су-25 и Су-25СМ, вертолёты Ми-8МТВ, а также два комплекса беспилотной авиации «Орлан-10».
По информации от источников в Минобороны, принято принципиальное решение по перевооружению российской военной базы в Кыргызстане на модернизированные штурмовики Су-25СМ3. Это новейшая модификация знаменитой машины, неофициальное название которой «Суперграч».
В 2020 году 999-я авиационная база и авиагруппа 201-й военной базы в Таджикистане были полностью перевооружены на транспортно-боевые вертолёты Ми-8МТВ5-1. Ми-8МТВ5-1 оснащены обновленным комплексом прицельно-навигационного оборудования, усовершенствованным бортовым комплексом обороны и купольными камерами. Также тактико-технические характеристики новых вертолётов позволяют выполнять полеты на предельно малых высотах с использованием очков ночного видения ОНВ-1.
Всего в 2020 году на российские военные объекты ЦВО за рубежом было поставлено четыре вертолёта модификации МТВ5-1. Два из них были доставлены на аэродром «Кант» в июне текущего года и два вертолёта авиагруппы 201-й российской военной базы в Таджикистане были заменены в сентябре.
Согласно плану поставок основных образцов вооружения и военной техники в 2021 году, два штурмовика Су-25 поступили на вооружение 999-й авиационной базы. Которые прошли комплексную модернизацию: на самолёте заменены технические узлы и агрегаты, обновлена авионика и навигационное оборудование.
В феврале 2020 года 999-я авиационная база усилена беспилотниками-разведчиками Орлан-10.

## Участие в мероприятиях, не связанных с исполнением служебных обязанностей
Российские военнослужащие организуют сдачу крови не менее 2-х раз в год.
Военнослужащие авиабазы совместно с отделением «Милосердие» при воинском храме Александра Невского систематически проводят гуманитарные акции для семей, находящихся в сложном социальном положении, оказывают помощь детским домам и ветеранам.
До введения карантинных мер[каких?] военнослужащие периодически проводили занятия с учениками общеобразовательных учреждений г. Кант. Проводились уроки по медицинской подготовке, ПДД, противопожарной безопасности, а также уроки мужества. Во время пика заболеваемости COVID-19 военнослужащие российской авиабазы в Кыргызстана передали 250 кг продуктов для медицинских работников и пациентов Иссык-Атинской территориальной больницы города Кант, где лечат заболевших коронавирусной инфекцией.
Авиабаза Кант стала непосредственным участником доставки учебников общей стоимостью более четырёх с половиной миллионов рублей, которые подарило школам Кыргызстана правительство Свердловской области.
Военнослужащие российской военной базы регулярно оказывают гуманитарную помощь нуждающимся, обеспечивая их продуктами питания, одеждой и средствами первой необходимости.